# Kadri Keung
Kadri Keung (xinès (Hong Kong): 姜美而)  (segle XX) és una dissenyadora de moda xinesa. El 2022 fou escollida com una de les 100 dones més inspiradores per la BBC.
Graduada en disseny, el 2018 va crear la marca de roba de moda Rhys Company, juntament amb la seva mare, Ophelia Keung, que havia treballat al sector durant més de 30 anys. Aquesta marca dissenya roba per a persones grans i persones amb alguna discapacitat. Es va adonar de la dificultat de trobar roba no estàndard quan va haver de cuidar la seva avia Kadri. Aquesta empresa ha creat ha format i donat feina a 90 dones desfavorides o amb alguna discapacitat. El 2019 va guanyar el premi AFA al Disseny de l'Àsia. L'empresa ha impulsat a través de seminaris i tallers el concepte de roba adaptativa, com camises amb botons discontinus o sabates asimètriques. El 2022 va fundar la marca Boundless, que fa roba funcional de moda.